# Ministero degli affari interni (Unione Sovietica)
Il Ministero degli affari interni dell'Unione Sovietica (in russo Министерство внутренних дел России, МВД?, Ministerstvo vnutrennich del, MVD) è stato un dicastero dell'URSS, attivo dal 1946 al 1960 e poi dal 1968 fino al 1991.

## Ministri
- Sergej Kruglov (1946-1953)
- Lavrentij Berija (marzo-giugno 1953)
- Sergej Kruglov (1953-1956)
- Nikolaj Dudorov (1956-1960)
- Nikolaj Ščelokov (1968-1982)
- Vitalij Fedorčuk (1982-1986)
- Aleksandr Vlasov (1986-1988)
- Vadim Bakatin (1988-1990)
- Boris Pugo (1990-1991)
- Viktor Barannikov (agosto-dicembre 1991)